# Болгарія на Європейських іграх 2015
Болгарія на перших Європейських іграх у Баку була представлена 127 атлетами у 16 видах спорту.

## Медалісти
| Медаль | Спортсмен           | Вид спорту             | Дисципліна              | Дата      |
| ------ | ------------------- | ---------------------- | ----------------------- | --------- |
| Золото | Габріела Стоєва     | Бадмінтон              | Жінки, парний розряд    | 27 червня |
| Золото | Стефані Стоєва      | Бадмінтон              | Жінки, парний розряд    | 27 червня |
| Срібло | Єльца Янкова        | Вільна боротьба        | Жінки, до 48 кг         | 15 червня |
| Срібло | Антоанета Бонєва    | Стрільба               | Жінки, пістолет 25 м    | 20 червня |
| Срібло | Калина Стефанова    | Самбо                  | Жінки, до 60 кг         | 22 червня |
| Срібло | Георгі Брайтоєв     | Волейбол               | Чоловіки                | 28 червня |
| Срібло | Розалін Пенчев      | Волейбол               | Чоловіки                | 28 червня |
| Срібло | Мартін Божилов      | Волейбол               | Чоловіки                | 28 червня |
| Срібло | Светослав Гоцев     | Волейбол               | Чоловіки                | 28 червня |
| Срібло | Велізар Чернокожев  | Волейбол               | Чоловіки                | 28 червня |
| Срібло | Бранімір Грозданов  | Волейбол               | Чоловіки                | 28 червня |
| Срібло | Добромір Дімітров   | Волейбол               | Чоловіки                | 28 червня |
| Срібло | Валентин Братоєв    | Волейбол               | Чоловіки                | 28 червня |
| Срібло | Яні Желязков        | Волейбол               | Чоловіки                | 28 червня |
| Срібло | Тодор Алксієв       | Волейбол               | Чоловіки                | 28 червня |
| Срібло | Ніколай Ніколов     | Волейбол               | Чоловіки                | 28 червня |
| Срібло | Борислав Апостолов  | Волейбол               | Чоловіки                | 28 червня |
| Срібло | Венцислав Рагін     | Волейбол               | Чоловіки                | 28 червня |
| Срібло | Петар Каракашев     | Волейбол               | Чоловіки                | 28 червня |
| Бронза | Даніель Александров | Греко-римська боротьба | Чоловіки, до 80 кг      | 13 червня |
| Бронза | Евеліна Ніколова    | Вільна боротьба        | Жінки, до 55 кг         | 15 червня |
| Бронза | Тайбе Юсейн         | Вільна боротьба        | Жінки, до 60 кг         | 15 червня |
| Бронза | Магдалена Варбанова | Самбо                  | Жінки, до 52 кг         | 22 червня |
| Бронза | Петя Неделчева      | Бадмінтон              | Жінки, одиночний розряд | 27 червня |